# Jean Boggio
Pour les articles homonymes, voir Boggio.
Jean Boggio, né en 1963, est un joaillier-orfèvre contemporain français.

## Biographie
Il commence la joaillerie en 1980 et ouvre son premier atelier de joaillerie en 1984 à Lyon. 
Son univers s'inspire des contes et légendes, et des rêves de l'enfance. « Il a des thèmes récurrents qu’il décline régulièrement : la jungle, le cirque ».
Il se fait connaître en 1988 grâce à une exposition au Grand Palais (Paris), et à ses « bagues palais » « qui ont fait sa réputation en joaillerie » et « qui l’ont révélé dès 1988 ».
Dès 1990, il s'intéresse aux arts décoratifs avec sa première participation au salon « Scènes d'intérieur » de Paris). Il travaille autour de plusieurs domaines et matériaux,, la porcelaine, l’orfèvrerie, la passementerie, la pâte de verre, le cristal, la faïence.
À partir de cette époque, il collabore avec les grandes maisons françaises d'art de la table : Daum, Baccarat,, Saint Louis, Raynaud, faïence de Niderviller, cristallerie de Portieux, Longwy, Haviland, Les héritiers, Roux Marquiand,.
De 2006 à 2012, il est directeur artistique de la  marque « Jean Boggio for Franz », en partenariat avec l'industriel taïwanais Francis Chen,,. Il a été durant quatre années directeur artistique de la manufacture Haviland, à Limoges.
Pour ses vingt ans de création, le Musée national de la porcelaine Adrien-Dubouché de Limoges lui consacre une rétrospective en 2008.
De 2013 à 2014, directeur artistique de la marque TTF haute joaillerie.
En 2014, il participe à une exposition « Contes et légendes du cheval » organisée au Centre Culturel de Chine à l’occasion de l’entrée dans l’année du signe zodiacal du Cheval, pour TTF, sur une scénographie de l’artiste Shenzhen Wu Yaoxing.
Fin 2017, pour « ses trente ans de création », il vend près de 400 de ses œuvres aux enchères.

## Vie privée
Il vit dans le Beaujolais,, est marié et père de quatre enfants,.

## Expositions
- 1988 : « De main de maître » au Grand Palais (Paris)[1].
- 1988 : Galerie Art 54’, New York[1]
- 1989 : « Les Maîtres de Demain », Seibu exposition, Tokyo[1]
- 1990 : Nahan Gallery, New York[1]
- 2008 : Rétrospective, Musée national de la porcelaine Adrien-Dubouché[4], Limoges